# Kotež
Kotež (od fr.  — „kolibe”) je urbano gradsko naselje u Beogradu, smešteno na levoj obali Dunava. Kotež je udaljen od Trga republike svega 7 km, i spada u prvu zonu grada Beograda. U naselju postoji uređena kanalizacija, naselje je građeno sa urbanističkim planom, u naselju je posađen veliki broj stabala, i spada u jedno od najzelenijih naselja Beograda. Naselje broji preko 10 000 stanovnika, a prema nezvaničnim podacima Kotež ima preko 20 000 stanovnika (uključujući i „divlja naselja“).
Naselje Kotež osnovano je 1968. godine. U početku je to bila radnička naseobina zaposlenih u „Mostogradnji“, MUP-u i u „Radu“. Danas, to naselje je jedno od dve urbane sredine na levoj obali Dunava, druga je Borča.
Nalazi se na severnoj obali kanala Kalovita i sa zapadne strane zrenjaninskog puta. Pripada opštini Palilula (takozvanom banatskom delu Palilule). Do 1971. godine Kotež je pripadao Krnjači (koja tada gubi status zasebnog naselja i postaje deo Beograda). Izgrađen je u obliku osmougla, ali se od 1980. godine širi (uglavnom ka zapadu i jugu) zbog ilegalne gradnje i gubi originalni, pravilni geometrijski oblik.
Sa zrenjaninskim putem je povezan ulicom Sutjeska 8 (900m) i to je jedina urbanistička veza naselja sa ostatkom Beograda. Do Koteža ide linija GSP Beograda 43, a u blizini (Zrenjaninskim putem) idu linije 95, 96, 101, 104, 105, 106 i 111. Vikendom saobraća linija 107O. Od noćnih linija prolazi 101N.
Kotež ima svoju pijacu, supermarket, mesnu zajednicu, ambulantu „Dr Milutin Ivković“, dva kafića, dve pošte, ima više lanaca marketa Aman i Soul food, isto tako tamo se nalazi veliki broj hamburgerija i malih prodavnica. U Kotežu se nalazi jedna od najvećih pržionica kafe u Srbiji.
U naselju se nalaze i dva vrtića i osnovna škola „Vasa Pelagić“. Škola je izgrađena sedamdesetih godina i jedna je od tri u Srbiji koje su ušle u „Program za mir“ pod pokroviteljstvom kanadske vlade. Nastavu pohađa oko 1.370 đaka.
Početkom novog milenijuma Kotež postaje poznat širom Srbije zbog razvoja hip-hop scene u samom naselju. Grupe kao što su Bad Copy, Prti Bee Gee i njihovi članovi, popularni muzičari Timjah, Ajs Nigrutin i Eufrat često u pesmama pominju ime naselja, kao i broj 43 (autobuska linija koja saobraća na relaciji Trg Republike — Kotež).

### Klima
Kotež ima umereno kontinentalnu klimu. 
| Klima Beograda                                | Klima Beograda | Klima Beograda | Klima Beograda | Klima Beograda | Klima Beograda | Klima Beograda | Klima Beograda | Klima Beograda | Klima Beograda | Klima Beograda | Klima Beograda | Klima Beograda | Klima Beograda |
| Pokazatelj \ Mesec                            | .Jan.          | .Feb.          | .Mar.          | .Apr.          | .Maj.          | .Jun.          | .Jul.          | .Avg.          | .Sep.          | .Okt.          | .Nov.          | .Dec.          | .God.          |
| --------------------------------------------- | -------------- | -------------- | -------------- | -------------- | -------------- | -------------- | -------------- | -------------- | -------------- | -------------- | -------------- | -------------- | -------------- |
| Apsolutni maksimum, °C (°F)                   | 20,3 (68,5)    | 23,1 (73,6)    | 28,9 (84)      | 32,1 (89,8)    | 34,1 (93,4)    | 35,7 (96,3)    | 40,2 (104,4)   | 38,7 (101,7)   | 37,0 (98,6)    | 29,3 (84,7)    | 28,4 (83,1)    | 22,6 (72,7)    | 40,2 (104,4)   |
| Srednji maksimum, °C (°F)                     | 3,5 (38,3)     | 6,4 (43,5)     | 11,9 (53,4)    | 17,5 (63,5)    | 22,5 (72,5)    | 25,3 (77,5)    | 27,3 (81,1)    | 27,3 (81,1)    | 23,7 (74,7)    | 18,1 (64,6)    | 11,0 (51,8)    | 5,3 (41,5)     | 16,7 (62,1)    |
| Srednji minimum, °C (°F)                      | −2,3 (27,9)    | −0,2 (31,6)    | 3,3 (37,9)     | 7,8 (46)       | 12,1 (53,8)    | 15,0 (59)      | 16,3 (61,3)    | 16,1 (61)      | 13,0 (55,4)    | 8,3 (46,9)     | 4,0 (39,2)     | −0,2 (31,6)    | 7,8 (46)       |
| Apsolutni minimum, °C (°F)                    | −21,0 (−5,8)   | −15,4 (4,3)    | −12,4 (9,7)    | −1,9 (28,6)    | 1,6 (34,9)     | 4,6 (40,3)     | 9,3 (48,7)     | 6,7 (44,1)     | 0,6 (33,1)     | −2,6 (27,3)    | −8,0 (17,6)    | −15,1 (4,8)    | −21,0 (−5,8)   |
| Količina padavina, mm (in)                    | 49,3 (19,41)   | 44,4 (17,48)   | 49,5 (19,49)   | 58,8 (23,15)   | 70,7 (27,83)   | 90,4 (35,59)   | 66,5 (26,18)   | 51,2 (20,16)   | 51,4 (20,24)   | 40,3 (15,87)   | 54,3 (21,38)   | 57,5 (22,64)   | 684,3 (269,41) |
| Izvor: worldweather.org za period (1961—1990) |                |                |                |                |                |                |                |                |                |                |                |                |                |